# Dts creation
株式会社Dts creation（ディーティーエス クリエイション）は、群馬県吾妻郡長野原町に本社を置く、運輸業を営む企業である。

## 沿革
長野原町出身で、東京都内で高速バスの運転手をしていた冨澤裕二（現・代表取締役CEO）が、草津地区の地域活性化のためバス事業を立ち上げるべく2008年に独立。
まず六合村（現・長野原町）内にトウモロコシなどを栽培する農場・トミーファームを開設し、資金を調達。2014年に現法人を設立すると、主にインバウンド向けの旅行手配事業を手がけつつ、2021年に高速乗合バス事業に参入した。
2023年、八ッ場ダム水陸両用バスの運行を開始。翌2024年には八ッ場ダムエリア周遊バスの運行を開始し、独自の交通網を確立するとしている。

## 事業内容

### 高速乗合バス事業
Dts line 八ッ場・草津温泉号
- 八潮駅東 - 道の駅八ッ場ふるさと館 - 草津温泉 - 当面運休中
- バスターミナル東京八重洲 - 池袋サンシャインバスターミナル - ふかや花園駅（プレミアムアウトレット。一部便）- 道の駅八ッ場ふるさと館 - 草津温泉
  - 草津温泉地区停留所：草津温泉バスターミナル・草津ナウリゾートホテル・草津温泉スキー場・草津温泉ホテルヴィレッジ
  - 繁忙期の続行便は、バスウェイの車両で運行される場合がある。

### 農業事業
前述のとおり、長野原町にトウモロコシなどを栽培するトミーファームを所有する。同場で収穫した野菜の販売を行っている。
2024年に農業事業は分社化され、農業事業の全てが株式会社トミーファームに譲渡されている。

### プロモーション事業
2013年、女性向けブラウザゲーム「恋するイケメン農園 トミーファーム」のサービスを開始。ゲームの上位入賞者に野菜がプレゼントされる趣向になっている。

### 八ッ場湖の駅丸岩の運営
2025年4月1日より長野原町より八ッ場湖の駅丸岩の指定管理者に選任を受け、観光振興施設である八ッ場湖の駅丸岩の管理及び運営を行っている。

### 貸切バス事業
主に訪日外国人向けに貸切バスの運行を行っている。